# Bruine kustmot
De bruine kustmot (Caryocolum fraternella) is een vlinder uit de familie tastermotten (Gelechiidae). De wetenschappelijke naam is voor het eerst geldig gepubliceerd in 1851 door Douglas.
De soort komt voor in Europa.